# بروطياوية
بروطياوية (الاسم العلمي: Proteeae) هي قبيلة نباتية تتبع فصيلة البروطية من رتبة البروطيات.

## أجناس
- بروطيا